# Adoretus pliciventris
Adoretus pliciventris är en skalbaggsart som beskrevs av Ohaus 1933. Adoretus pliciventris ingår i släktet Adoretus och familjen Rutelidae. Inga underarter finns listade i Catalogue of Life.